# Hayate Nagakura
Hayate Nagakura (長倉 颯 Nagakura Hayate?, nacido el 29 de abril de 1996 en Kanagawa) es un futbolista japonés que juega como defensa.
En 2019, Nagakura se unió al FC Gifu de la J2 League.

## Trayectoria

### Clubes
| Club    | País  | Año    |
| ------- | ----- | ------ |
| FC Gifu | Japón | 2019 - |

## Estadística de carrera

### J. League
| Club    | Año   | J. League | J. League | Copa J. League | Copa J. League | Total | Total |
| Club    | Año   | Part.     | Goles     | Part.          | Goles          | Part. | Goles |
| ------- | ----- | --------- | --------- | -------------- | -------------- | ----- | ----- |
| FC Gifu | 2019  | 8         | 0         | -              | -              | 8     | 0     |
| Total   | Total | 8         | 0         | 0              | 0              | 8     | 0     |